# Województwo pilskie
Województwo pilskie – jednostka administracyjna PRL i Rzeczypospolitej Polskiej w latach 1975–1998 o powierzchni 8205 km². Siedzibą władz województwa była Piła. Po reformie w 1999 r. większość obszaru została włączona do województwa wielkopolskiego, jedynie gminy obszaru właściwości urzędu rejonowego w Wałczu stały się częścią województwa zachodniopomorskiego.
Graniczyło z pięcioma województwami: bydgoskim, gorzowskim, koszalińskim, poznańskim i słupskim.
Najwyższym wzniesieniem była Góra Brzuchowa (207,8 m n.p.m.).

## Urzędy Rejonowe
- Urząd Rejonowy w Chodzieży dla gmin: Budzyń, Chodzież, Margonin, Ryczywół, Szamocin i Ujście oraz miasta Chodzież,
- Urząd Rejonowy w Czarnkowie dla gmin: Czarnków, Drawsko, Lubasz, Połajewo i Wronki oraz miasta Czarnków,
- Urząd Rejonowy w Pile dla gmin: Białośliwie, Kaczory, Łobżenica, Miasteczko Krajeńskie, Szydłowo, Wyrzysk i Wysoka oraz miasta Piła,
- Urząd Rejonowy w Trzciance dla gmin: Krzyż Wielkopolski, Trzcianka i Wieleń,
- Urząd Rejonowy w Wałczu dla gmin: Człopa, Mirosławiec, Tuczno i Wałcz oraz miasta Wałcz,
- Urząd Rejonowy w Wągrowcu dla gmin: Damasławek, Gołańcz, Rogoźno, Wapno i Wągrowiec oraz miasta Wągrowiec,
- Urząd Rejonowy w Złotowie dla gmin: Jastrowie, Krajenka, Lipka, Okonek, Tarnówka, Zakrzewo i Złotów oraz miasta Złotów.

## Miasta
Ludność 31.12.1998
- Piła – 79 568
- Wałcz – 27 554
- Wągrowiec – 24 353
- Trzcianka – 21 340
- Chodzież – 20 228
- Złotów – 18 786
- Czarnków – 12 138
- Wronki – 11 897
- Rogoźno – 11 129
- Jastrowie – 8400
- Krzyż Wielkopolski – 6300
- Wieleń – 6000
- Wyrzysk – 5000
- Ujście – 4400
- Szamocin – 4300
- Okonek – 3800
- Krajenka – 3600
- Gołańcz – 3300
- Łobżenica – 3200
- Margonin – 3000
- Wysoka – 2800
- Mirosławiec – 2600
- Człopa – 2400
- Tuczno – 2000

## Wojewodowie pilscy
- 1975–1980 – Andrzej Śliwiński
- 1980–1982 – Mieczysław Lepczyński
- 1982–1987 – Bogdan Dymarek
- 1987–1989 – Zbigniew Rosiński
- 1990–1993 – Waldemar Jordan
- 1993–1997 – Jerzy Olszak
- 1997–1998 – Ireneusz Michalak

## Ludność w latach
| Rok                    | Liczba mieszkańców |
| ---------------------- | ------------------ |
| 1975 (31 grudnia)      | 417,4 tys.         |
| 1976 (31 grudnia)      | 421,3 tys.         |
| 1977 (31 grudnia)      | 425,4 tys.         |
| 1978 (spis powszechny) | 427 558            |
| 1978 (31 grudnia)      | 427,5 tys.         |
| 1979 (31 grudnia)      | 431,9 tys.         |
| 1980 (31 grudnia)      | 437,1 tys.         |
| 1983 (31 grudnia)      | 454,9 tys.         |
| 1985 (31 grudnia)      | 465,4 tys.         |
| 1986                   | 469,4 tys.         |
| 1987                   | 472,6 tys.         |
| 1988                   | 472,9 tys.         |
| 1989 (31 grudnia)      | 478 tys.           |
| 1990 (30 czerwca)      | 479 tys.           |
| 1990 (31 grudnia)      | 480,7 tys.         |
| 1991 (31 grudnia)      | 483,5 tys.         |
| 1992 (31 grudnia)      | 487,3 tys.         |
| 1993 (30 czerwca)      | 488,4 tys.         |
| 1994 (31 grudnia)      | 492,1 tys.         |
| 1995 (30 czerwca)      | 492,8 tys.         |
| 1995 (31 grudnia)      | 494 tys.           |
| 1997 (31 grudnia)      | 496,5 tys.         |

## Z województwa pilskiego utworzono następujące powiaty
województwo wielkopolskie:
- powiat chodzieski
- powiat czarnkowsko-trzcianecki
- powiat obornicki (fragment)
- powiat pilski
- powiat szamotulski (fragment)
- powiat wągrowiecki (fragment)
- powiat złotowski

województwo zachodniopomorskie:
- powiat wałecki